# Heinrich Hanholz
Heinrich Hanholz (* 8. Januar 1894 in Gerthe; † 5. November 1983 in Bochum) war Landrat des Ennepe-Ruhr-Kreises.

## Leben
Nach dem Abitur und anschließendem Kriegsdienst absolvierte Heinrich Hanholz ein Studium der Geschichte und Sprachen an der Westfälischen Wilhelms-Universität Münster. Seine Promotion im Jahre 1926 erlangte er mit einer Arbeit über die Rolle der Franzosen in der schleswig-holsteinischen Frage 1863/1864. Am 20. März 1933 mit der vertretungsweisen Leitung der Verwaltung des Ennepe-Ruhr-Kreises beauftragt, folgte die Ernennung zum kommissarischen Landrat am 10. April 1933. Ab dem 1. April 1934 war Hanholz definitiv Landrat und blieb bis 1940 in diesem Amt. Er
wechselte zur Provinzial-Lebensversicherungsanstalt Westfalen und wurde dort Leitender Direktor. Nach dem Kriege war er als Steuerberater in Bochum tätig.

## Politische Betätigung
Im Jahre 1920 trat Hanholz dem Völkischen Schutz- und Trutzbund bei und war von 1924 bis 1931 Mitglied der Deutschen Volkspartei. Zum 1. März 1933 trat er der NSDAP bei (Mitgliedsnummer 1.564.613) und wurde im Juli 1933 deren Kreisfachberater für Kommunalpolitik, sowie Förderndes Mitglied der SS. In der Amts- und Gemeindevertretung Gerthe war Hanholz von 1924 bis 1929 Mitglied.

## Quelle
- Joachim Lilla: Leitende Verwaltungsbeamte und Funktionsträger in Westfalen und Lippe (1918 bis 1945/1946). Aschendorff-Verlag Münster, ISBN 978-3-402-06799-4.